# Another Lonely Hitman
Pour plus de détails, voir Fiche technique et Distribution.
Another Lonely Hitman (新・悲しきヒットマン, Shin kanashiki hittoman) est un film japonais réalisé par Rokurō Mochizuki, sorti le 1er juillet 1995.

## Synopsis
Lorsque Takashi Tachibana sort des dix années de prison qu'il vient de purger, il se rend vite compte que le monde de la pègre a bien changé. Agacé par ces bouleversements, il décide de se mettre « à son compte » et tente d'éliminer les trafiquants infiltrés dans son ancien clan ; malheureusement pour lui, ses ex-patrons et hommes vont très vite lui faire comprendre que l'on n'est rien lorsque l'on décide de s'éloigner de la famille...

## Fiche technique
- Titre : Another Lonely Hitman
- Titre original : 新・悲しきヒットマン (Shin kanashiki hittoman)
- Réalisation : Rokurō Mochizuki
- Scénario : Toshiyuki Morioka
- Production : Yoshinori Chiba, Toshiki Kimura et Tetsuya Yuuki
- Musique : Kazutoki Umezu
- Photographie : Naoaki Imaizumi
- Montage : Yasushi Shimamura et Shimamura Takeshi
- Pays d'origine : Japon
- Format : Couleurs - 1,85:1 - Dolby Digital - 35 mm
- Genre : Action
- Durée : 105 minutes
- Date de sortie : 1er juillet 1995 (Japon)

## Distribution
- Ryo Ishibashi
- Kazuhiko Kanayama
- Asami Sawada
- Tatsuo Yamada
- Zenkichi Yoneyama
- Eriko Nagamoto
- Tetsuya Yuki
- Yukio Yamanouchi

## Récompenses
- Prix du meilleur acteur (Ryo Ishibashi), meilleur réalisateur et meilleur film, lors des Japanese Professional Movie Awards 1996.
- Nomination pour le prix du meilleur film, lors du Mystfest 1996.